# 王激
王激（1476年—1537年），字子扬，號鶴山，浙江温州府永嘉縣人，明朝政治人物。

## 生平
治《詩經》，行二，由國子生中式正德二年（1507年）浙江鄉試第二名舉人，年四十八歲中式嘉靖二年（1523年）癸未科會試第二百六十二名，第三甲第一百十三名進士。授吉水县知县，六年任吏部文选司主事，嘉靖七年（1528年）与大理寺评事余棐主考廣東乡试。历升吏部考功司署郎中，十一年（1532年）四月升南京通政使司右通政，提督誊黄，十三年二月改任国子监祭酒，充经筵讲書官，十四年三月请求致仕，同年母亲张氏去世，十五年父亲王鉦去世，皆被賜祭葬。十六年病卒，享年六十二。

## 著作
著有《文江集》、《鹤山诗文》。

## 家族
曾祖王珙。祖父王封。父王鉦。母张氏，封恭人。具庆下。兄王澈，贡士；弟王沛。侄王叔果、王叔杲，俱为嘉靖进士。